# باغ كرتشوني (كوهستان)
باغ كرتشوني (بالفارسية: باغ کرچونی) هي منطقة سكنية تقع في إيران في فارس.